# National Film Award/Beste Choreografie
Die Gewinner des National Film Award der Kategorie Beste Choreografie (Best Choreography) waren:
| Jahr | Choreograf                   | Lied                         | Film                    | Sprache   |
| ---- | ---------------------------- | ---------------------------- | ----------------------- | --------- |
| 1996 | Prabhu Deva                  | Vennilavae Vennilavae        | Minsara Kanavu          | Tamilisch |
| 1997 | Shiamak Davar                | Le Gayi                      | Dil To Pagal Hai        | Hindi     |
| 1999 | Saroj Khan                   | Bol Bajire                   | Hum Dil De Chuke Sanam  | Hindi     |
| 2000 | Kala Master                  | Sivagara                     | Kochu Kochu Santhoshkal | Malayalam |
| 2001 | Raju Khan                    | Ghanan Ghanan                | Lagaan                  | Hindi     |
| 2002 | Saroj Khan                   | Dola Re Dola                 | Devdas                  | Hindi     |
| 2003 | Farah Khan                   | Main Idhar Chala             | Koi... Mil Gaya         | Hindi     |
| 2004 | Prabhu Deva                  | Main Aisa Kyu Hoon           | Lakshya                 | Hindi     |
| 2005 | Saroj Khan                   |                              | Sringaram               | Tamilisch |
| 2006 | Madhu Samudra Sajeev Samudra |                              | Ratri Mazha             | Malayalam |
| 2007 | Saroj Khan                   | Yeh Ishk Hai, Baithe Bithaye | Jab We Met              | Hindi     |
| 2008 | Chinni Prakash Rekha Prakash | Azeem-o-Shaan Shaheshah      | Jodhaa Akbar            | Hindi     |

Derzeit erhält der Gewinner einen Rajat Kamal und ein Preisgeld von 50.000 Rupien.